# TCF (rete televisiva)
TCF, precedentemente conosciuta come Tele Cine Forum, è un'emittente televisiva locale con sede a Messina.
L'editore era la cooperativa Telecineforum, che dal 1984 si occupava di produzione e post produzione video, presieduta dal presidente Ubaldo Vinci. TCF fu costituita inizialmente come emittente comunitaria presso la sede di Messina dell'Istituto Don Orione con la realizzazione di tutti gli impianti di bassa e alta frequenza a cura di tre tecnici: Angelo Di Russo, Piero Ingegnoso e Antonino Carrisi.
Nel mese stesso di luglio iniziarono le prime dirette, tramite una regia mobile, in occasione del torneo internazionale di tennis, e in seguito anche eventi musicali e folkloristici.
La programmazione, basata principalmente su film, telefilm, cartoni animati e produzioni proprie (documentari in maggior parte realizzati dalla cooperativa), andrà avanti senza nessun legame a syndication.
Per diversi mesi TCF ha intrapreso uno scambio di programmi con l'emittente pugliese Telenorba e successivamente viene potenziato l'organico interno permettendo l'80% di autoproduzioni.
I tecnici di quel periodo erano: Antonino Carrisi (tecnico audio e montatore rvm), Piero Ingegnoso (responsabile tecnico, responsabile del personale tecnico e regista), Angelo Di Russo (regista e coordinatore mezzo mobile), Roberto Travia, Francesco Gambadoro, Domenico Giacoppo, Gianfranco Arnò, Natale Teletta, Geri Sorrenti e Giacomo Molonia (operatori di ripresa) e Luisa Giunta, Valentina Anastasi e Ivan Vinci (montatori rvm).
Nel 1992 la crisi della cooperativa portò alla cessione del ramo d'azienda all'imprenditore messinese Alfredo Schipani che la condusse fino al 1998, quando venne rilevata dall'imprenditore radiofonico di Studio 55, Emanuele Giaimo, che la possiede ancora oggi.
L'emittente è stata la prima sul territorio messinese dotarsi di una regia interamente digitale basata su acquisizione in MPEG-2 e di quattro postazioni di montaggio con server e macchine player digitali.